# Center Mossawa - Enakopravnost
Center Mossawa so ustanovili leta 1997 kot organizacijo civilne družbe, da spodbuja in podpira enakopravnost arabskih državljanov v Izraelu.  V arabščini beseda "mossawa" pomeni "enakopravnost".  Organizacija si prizadeva za spodbujanje socialnih, ekonomskih, kulturnih in političnih pravic arabske manjšine, ki živi v Izraelu. 

## Socialna in ekonomska pravičnost
Arabske državljane Izraela je razvoj države pustil za sabo.  Mossawa spremlja državni proračun in pripravlja poročila, ki dokazujejo diskriminacijo Arabcev, ki jo je najti pri distribuciji storitev. 
Center Mossawa se kot lobist v Knesetu zavzema za povečanje proračunskih sredstev za namene arabske skupnosti v Izraelu.  Leta 2016 se je direktor centra Mosawa Džafar Farah srečal s člani kneseta in organiziral konferenco s finančnim odborom Kneseta z namenom zvišati proračune za izobraževanje, socialno skrbstvo, javni prevoz in zdravstvene storitve v arabski skupnosti. 
Center Mossawa je partner arabskega prebivalstva in zagovarja potrebe njihovih krajev v Izraelu. Na letni konferenci organizacije o pravnem statusu arabskih državljanov Izraela leta 2016 je center Mossawa Al-Araqeeb, nepriznani beduinski vasi v puščavi Negev, podelil nagrado "Nesojeni junak", ki jo je odlikovancu izročil Martin Luther King III.  Mossawa je odlikoval tudi Džabirja Asaklo, vodjo podiplomskih programov pri Mandel centru za vodenje na severu, in Nabilo Espanioly, ustanoviteljico pedagoškega centra Al-Tufula. 
Septembra 2015 je Mossawa pomagal pred začetkom šolskega leta organizirati študentsko stavko zaradi vladne diskriminacije pri proračunih za potrebe arabskih državljanov Izraela. Džafar Farah naj bi pojasnil: "Želimo, da vlada prevzame odgovornost za prihodnost arabskih državljanov Izraela, saj plačujemo davke kot vsi ostali." 

## Pravna podpora
Mossawa prevzema pravne primere, ki podpirajo arabsko manjšino, kot je bil primer nepriznane soseske Wadi Suya'h v Haifi.  Mossawa se je pridružil drugim organizacijam pri podpori ljudi, ki so jih aretirali zaradi demonstracij proti načrtu Prawer-Begin 15. julija 2013. 

## Podpora v Knesetu
Center Mossawa se v Knesetu pogosto zavzema za večja proračunska sredstva za arabsko skupnost v Izraelu.   Center je bil kritičen do vladne resolucije 922, ki naj bi zapolnila vrzeli med arabskim in judovskim sektorjem. Bil je mnenja, da vladna resolucija 922 ne zadošča, da bi zapolnila vrzeli v izobraževanju, socialnem varstvu, zdravstvu in drugih vprašanjih.  
Leta 2016 je center Mossawa objavil mnenje da bi tako imenovani "zakon o nevladnih organizacijah" škodoval prizadevanjem arabskih organizacij v Izraelu in bi nesorazmerno vplival na organizacije, ki so naklonjene Palestincem.  
Mossawa je leta 2010 obsodil zakonodajo, ki bi zahtevala od priseljencev, da priznajo Izrael kot judovsko državo. Ta zakonodaja bi esorazmerno prizadela Arabce in ogrozila demokratični značaj Izraela.  

## Mladina
Mossawa tesno sodeluje tudi z mladimi.  Center Mossawa je organiziral tabore za mednarodno mladino, ki prihaja na obisk in prostovoljno delo v lokalnih skupnostih, da bi spoznala palestinsko kulturo, običaje in dediščino.